# Новая Сбродовка
Новая Сбродовка (баш. Яңы Сбродовка) — деревня в Шаранском районе Республики Башкортостан Российской Федерации. Входит в состав Старотумбагушевского сельсовета. 

## География

### Географическое положение
Расстояние до:
- районного центра (Шаран): 19 км,
- центра сельсовета (Старотумбагушево): 12 км,
- ближайшей ж/д станции (Туймазы): 47 км.

## История
В 1920 году по официальным данным в деревне Шаранской волости Белебеевского уезда Уфимской губернии 6 дворов и 26 жителей (9 мужчин, 17 женщин), по данным подворного подсчёта — 21 чуваш и 6 русских в 6 хозяйствах.
В 1926 году деревня относилась к Шаранской волости Белебеевского кантона Башкирской АССР.
В 1939 году в деревне Ново-Сбродовка Темниковского сельсовета Шаранского района — 73 жителя (41 мужчина, 32 женщины).
В 1959 году в посёлке Кичкиняшевского сельсовета — 55 жителей (26 мужчин, 29 женщин).
В 1963—65 годах деревня входила в состав Туймазинского, в 1965—67 годах — Бакалинского районов, затем вновь в Шаранском районе.
В 1970 году в деревне Новая Сбродовка Старотумбагушевского сельсовета 71 человек (34 мужчины, 37 женщин).
В 1979-м — 62 жителя (32 мужчины, 30 женщин).
В 1989 году — 26 жителей (12 мужчин, 14 женщин).
В 2002 году — 24 человека (13 мужчин, 11 женщин), русские (75 %).
В 2010 году — 15 человек (7 мужчин, 8 женщин).

## Население
| 2002 | 2009 | 2010 |
| ---- | ---- | ---- |
| 24   | ↘21  | ↘15  |

## Инфраструктура
Деревня электрифицирована и газифицирована. Единственная улица — Пушкинская — представляет собой просёлочную дорогу.